# Eishockey-Bundesliga 1960/61
Die Saison 1960/61 der Eishockey-Bundesliga war die dritte Spielzeit der höchsten deutschen Eishockeyliga. Deutscher Meister wurde der EV Füssen, die Plätze zwei und drei belegten der EC Bad Tölz sowie Titelverteidiger SC Riessersee. In der Relegation setzte sich der Oberligameister ESV Kaufbeuren gegen den VfL Bad Nauheim durch, der damit in die Oberliga absteigen musste.

## Voraussetzungen

### Teilnehmer
- VfL Bad Nauheim
- EC Bad Tölz
- TuS Eintracht Dortmund (Neuling)
- EV Füssen
- Krefelder EV
- Preussen Krefeld
- Mannheimer ERC
- SC Riessersee (Titelverteidiger)

### Modus
Erstmals spielten die acht Mannschaften spielten eine Doppelrunde, so dass jeder Verein jeweils zwei Heim- und zwei Auswärtsspiele gegen jede andere Mannschaft bestritt. Der Letztplatzierte musste am Ende der Spielzeit in einem Relegationsspiel gegen den Meister der Oberliga um seinen Platz in der Bundesliga spielen.

## Abschlusstabelle
|    | Klub                   | Sp | S  | U | N  | Tore    | Punkte |
| -- | ---------------------- | -- | -- | - | -- | ------- | ------ |
| 1. | EV Füssen              | 28 | 22 | 4 | 02 | 176:057 | 48:08  |
| 2. | EC Bad Tölz            | 28 | 21 | 3 | 04 | 121:053 | 45:11  |
| 3. | SC Riessersee          | 28 | 19 | 2 | 07 | 144:079 | 40:16  |
| 4. | Krefelder EV           | 28 | 13 | 3 | 12 | 117:108 | 29:27  |
| 5. | Mannheimer ERC         | 28 | 10 | 2 | 16 | 091:109 | 22:34  |
| 6. | Preussen Krefeld       | 28 | 10 | 2 | 16 | 097:137 | 22:34  |
| 7. | TuS Eintracht Dortmund | 28 | 08 | 0 | 20 | 078:128 | 16:40  |
| 8. | VfL Bad Nauheim        | 28 | 01 | 0 | 27 | 053:203 | 02:54  |

Abkürzungen: Sp = Spiele, S = Siege, U = Unentschieden, N = Niederlagen
Erläuterungen: Meister, Relegation

## Ranglisten

### Beste Torschützen
| Spieler         | Team          | Spiele | Tore |
| --------------- | ------------- | ------ | ---- |
| Ernst Trautwein | EV Füssen     | 28     | 34   |
| Georg Scholz    | EV Füssen     | 28     | 31   |
| Horst Schuldes  | SC Riessersee | 28     | 25   |

### Beste Verteidiger
| Spieler        | Team        | Spiele | Tore |
| -------------- | ----------- | ------ | ---- |
| Paul Ambros    | EV Füssen   | 28     | 17   |
| Leonhard Waitl | EV Füssen   | 28     | 13   |
| Hans Rampf     | EC Bad Tölz | 28     | 11   |

## Kader des Deutschen Meisters
| Deutscher Meister EV Füssen | Torhüter: Wilhelm Bechler, Harry Lindner Verteidiger: Paul Ambros, Martin Beck, Ernst Eggerbauer, Günther Steeger, Peter Schwimmbeck Angreifer: Siegfried Schubert, Ernst Trautwein, Walter Krötz, Manfred Gmeiner, Georg Scholz, Erich Franke, Leonhard Waitl, Helmut Zanghellini, Ernst Köpf Cheftrainer: Markus Egen |

## Relegation
Für die Relegation hatte sich der im Vorjahr abgestiegene ESV Kaufbeuren als Meister der Oberliga qualifiziert. Er setzte sich gegen den Bundesligaletzten VfL Bad Nauheim durch.
| 17. März 1961 | ESV Kaufbeuren | 10:1 | VfL Bad Nauheim | Kaufbeuren |

| 24. März 1961 | VfL Bad Nauheim | 2:6 | ESV Kaufbeuren | Bad Nauheim |